# Сали, Энес
Энес Сали (рум. Enes Sali; родился 23 февраля 2006, Торонто, Канада) — румынский футболист, атакующий полузащитник клуба «Даллас» и сборной Румынии. Самый юный футболист в истории, сыгравший в официальном матче за национальную европейскую сборную.

## Клубная карьера
Уроженец Торонто (Онтарио, Канада), Сали тренировался в футбольной академии клуба «Вудбридж Страйкерс». В 2017 году стал игроком футбольной академии испанской «Барселоны», где провёл два сезона, но из-за сложностей со стороны ФИФА был отпущен клубом. В 2019 году вернулся в Румынию, где присоединился к футбольной академии имени Георге Хаджи, которая является молодёжной базой клуба «Фарул».
9 августа 2021 года Сали дебютировал в основном составе «Фарула» в матче румынской Лиги I против «Сепси». 13 сентября 2021 года Энес забил свой первый гол за «Фарул» в матче румынской Лиги I против «Академика Клинчени», в возрасте 15 лет, 6 месяцев и 21 дня став самым молодым автором гола в истории румынского чемпионата.
4 декабря 2023 года было объявлено о переходе Сали в клуб MLS «Даллас». Игрок подписал с американским клубом четырёхлетний контракт с клубной опцией продления ещё на один год. Выступал за фарм-клуб «Норт Тексас» в MLS Next Pro. За первую команду «Далласа» дебютировал 31 июля 2024 года в матче Кубка лиг против мексиканского «Хуареса», заменив в конце второго тайма Логана Фаррингтона.

## Карьера в сборной
Выступал за сборные Румынии до 16 и до 17 лет.
3 ноября 2021 года 15-летний Сали получил вызов в главную сборную Румынии. 14 ноября вышел на замену в матче отборочного турнира к чемпионату мира 2022 года против сборной Лихтенштейна, став самым юным футболистом в истории, сыгравшим в официальном матче за европейскую сборную.

## Личная жизнь
Родители Энеса встретились в Констанце (Румыния), они оба родом из Турции. После заключения брака они переехали в Канаду, где жила семья матери Энеса. Там и родился Энес.